# Celso Grebogi
Celso Grebogi (* 29. Juli 1947 in Curitiba) ist ein brasilianischer Physiker, der sich mit Chaostheorie befasst.
Grebogi machte 1970 seinen Abschluss als Chemieingenieur an der Staatlichen Universität von Parana in Curitiba und war 1971 bis 1974 Assistenzprofessor an der Päpstlichen Katholischen Universität in Rio. Danach studierte er mit einem Fulbright-Stipendium Physik an der University of Maryland mit dem Master-Abschluss 1975 und der Promotion 1978. Als Post-Doktorand war er an der University of California, Berkeley. 1981 war er wieder an der University of Maryland, wo er 1990 Associate Professor und 1993 Professor für Mathematik wurde. 2001 ging er als Professor an die Universität Sao Paulo und seit 2006 ist er Professor an der University of Aberdeen.
Grebogi befasste sich anfangs mit Plasmaphysik, bevor er sich der Chaostheorie zuwandte. Neben theoretischen Arbeiten macht er extensiv Gebrauch von Computersimulationen. Er ist auch an Anwendungen in der Biologie interessiert.
Er ist bekannt für eine grundlegende Arbeit zur Kontrolle von Chaos mit Edward Ott und James A. Yorke 1990.
2012 war er Gastwissenschaftler an der Universität Freiburg.
Er ist Fellow der Royal Society of Edinburgh. Er erhielt den Humboldt-Forschungspreis (1996) und ist Ehrendoktor der Universität Potsdam (1997), an der er 1996/97 Gastprofessor war. Er ist Mitglied der Brasilianischen Akademie der Wissenschaften, der Third World Academy of Sciences und Fellow der American Physical Society (1991) und des Institute of Physics. Grebogi ist Mitglied der Max-Planck-Gesellschaft und seit 2019 der Academia Europaea.
2016 zählte ihn Thomson Reuters aufgrund der Zahl seiner Zitierungen zu den Favoriten auf einen Nobelpreis (Thomson Reuters Citation Laureates).

## Schriften
- mit Edward Ott, J. A. Yorke Chaos, strange attractors and fractal basin boundaries in nonlinear dynamical systems, Science, Band 238, 1987, S. 585
- mit E. Ott, J. A. Yorke Controlling chaos, Physical Review Letters, Band 64, 1990, S. 1196
- mit T. Shinbrot, Ott, Yorke Using small perturbations to control chaos, Nature, Band 363, 1993, S. 411
- mit Miguel A.F. Sanjuán (Herausgeber) Recent progress in controlling chaos, World Scientific 2010